# Bisschopskapel ('s-Hertogenbosch)
De bisschopskapel is een kapel op begraafplaats Orthen in de Nederlandse stad 's-Hertogenbosch.

## Achtergrond
Begraafplaats Orthen (van 1978 tot 2008 bekend als Groenendaal) werd aangelegd in 1856-1858 in de voormalige buurtschap Orthen. De bisschopskapel werd in 1882 op de begraafplaats gebouwd als grafkapel voor de in 1877 overleden bisschop Joannes Zwijsen. De bouw werd bekostigd vanuit de door Zwijsen gestichte congregaties van de Zusters van Liefde, de Fraters van Tilburg en het bisdom 's-Hertogenbosch. Architect was Lambert Hezenmans (1841-1909), die naam had gemaakt als beeldhouwer en restauratiearchitect van de Sint-Janskathedraal. Via de achterkant is er toegang tot de crypte onder de kapel. Hier zijn sinds Zwijsen meerdere bisschoppen van 's-Hertogenbosch bijgezet. De bisschopskapel werd diverse keren gerestaureerd (1978, 1994, 2006). Indien er geen uitvaartdienst wordt gehouden, dan is de kapel te bezichtigen, en kan er een kaarsje worden aangestoken bij het Mariabeeld.

## Beschrijving
De zeskantige kapel is opgetrokken in baksteen, gemetseld in kruisverband. Op het met dakleien bedekt schilddak staat een dakruiter. Pas in 2005 kreeg deze een klokje, dat werd gegoten bij Klokkengieterij Eijsbouts. Op elke zijde van de kapel is een zich tweemaal verjongende steunbeer geplaatst. De kapel heeft twee eenlaagse uitbouwen: die aan de noordzijde geeft toegang tot de kapel, de uitbouw aan de zuidzijde tot de crypte. Boven de kapelentree is een gevelbeeld van de opgestane Christus geplaatst. In het entreegedeelte is in de vloer een steen geplaatst met daarin de namen en wapens van de hier te ruste gelegde bisschoppen. Het interieur van de kapel is sober. De centrale ruimte is overwelfd met een zesdelig kruisribgewelf. De ribben rusten op colonnetten met hardstenen basementen en gekleurde bladkapitelen.

### Crypte
De crypte is toegankelijk via de uitbouw aan de zuidzijde. Boven de ingang zijn twee gevelstenen geplaatst. De bovenste toont in reliëf een mijter met daarachter een kruis- en bisschopsstaf en voor het geheel een kelk. Op de onderste steen luidt het opschrift "grafstede van onze overleden bisschoppen en priesters". Een hardstenen trap leidt naar de rechthoekige crypte. In de achterwand van de crypte zijn de bisschoppen van 's-Hertogenbosch bijgezet, in de zijwanden andere kerkelijke hoogwaardigheidsbekleders. De crypte is voor publiek doorgaans niet te bezichtigen.
Bijgezet zijn onder anderen:
- Joannes Zwijsen (1794-1877);
- Henricus den Dubbelden (1769-1851);
- Adrianus Godschalk (1819-1892);
- Wilhelmus van de Ven (1834-1919);
- Arnold Diepen (1860-1943);
- Wilhelmus Mutsaerts (1889-1964);
- Johannes ter Schure (1922-2003);
- Johannes Bluyssen (1926-2013);
- Joseph Lescrauwaet (1923-2013).

## Afbeeldingen

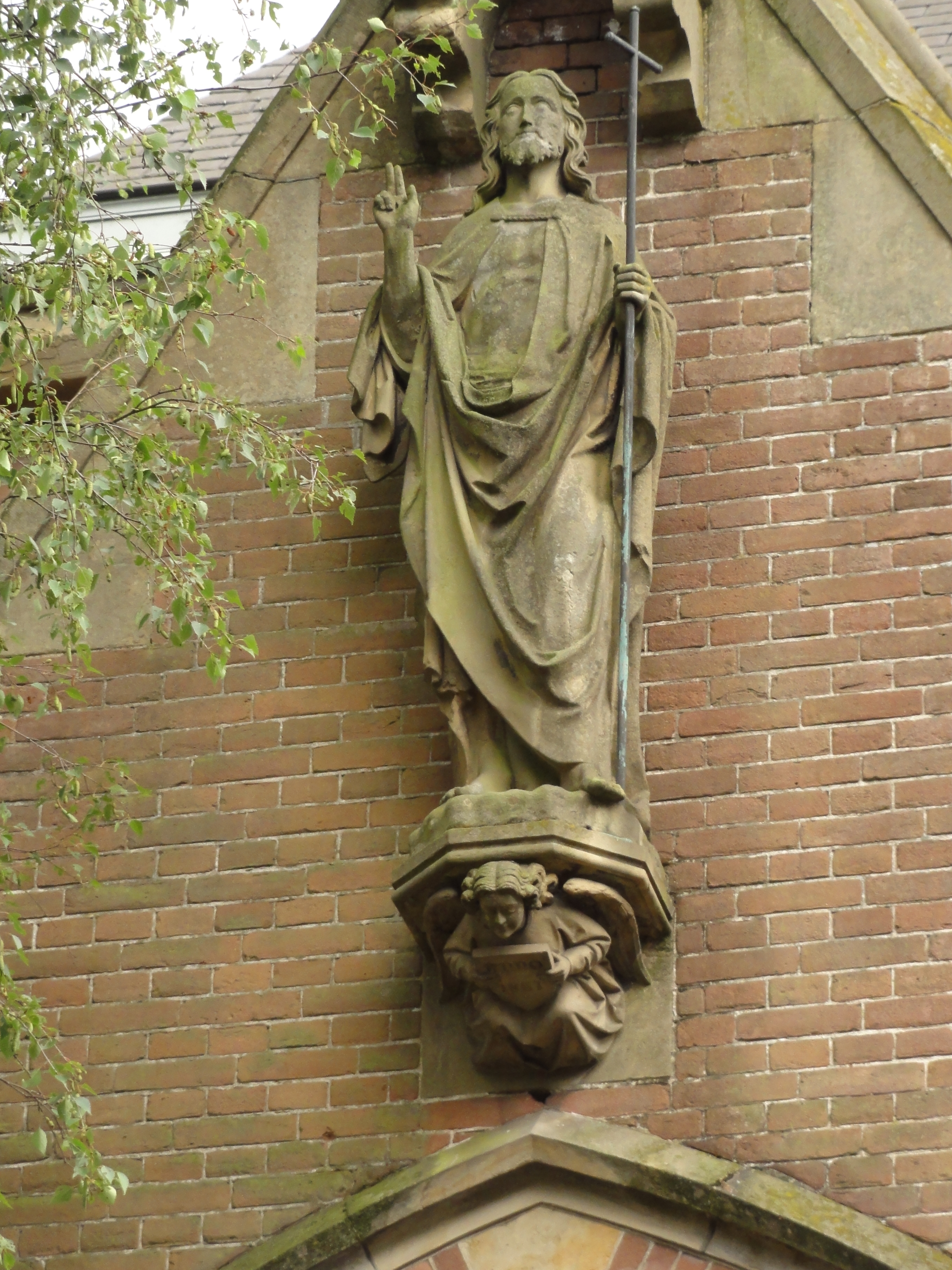
Gevelbeeld boven de kapelentree
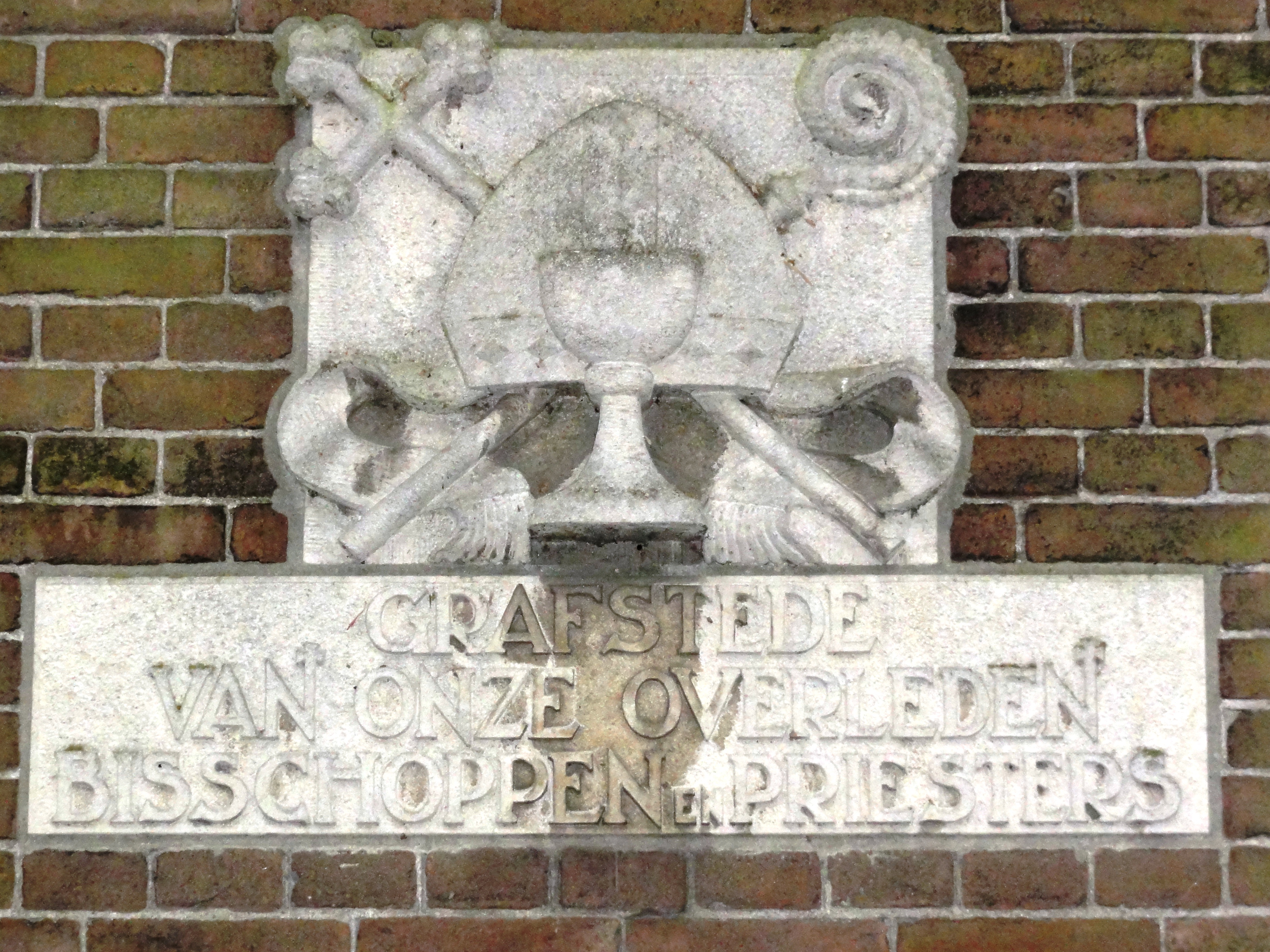
Gevelstenen boven de entree naar de crypte
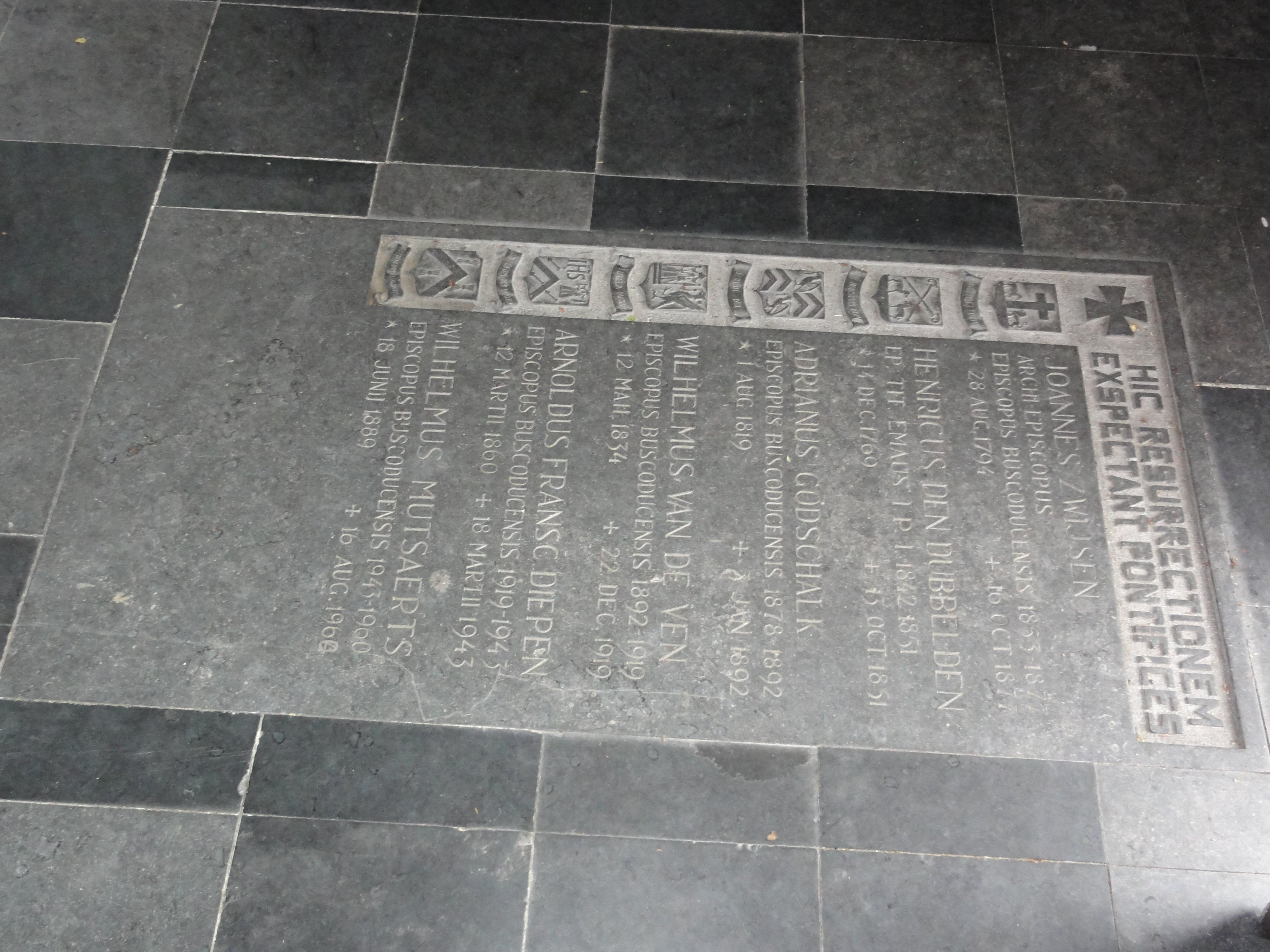
Grafsteen met namen, die bijgezet zijn in de crypte. (bisschoppen van het bisdom 's-Hertogenbosch)

## Waardering
De kapel werd in 2002 als rijksmonument in het Monumentenregister opgenomen, onder meer vanwege de "cultuurhistorische waarde als bijzondere uitdrukking van een sociale en geestelijke ontwikkeling, in het bijzonder de ontwikkeling van de katholieke grafcultuur. De kapel heeft historisch belang als laatste rustplaats van de Bossche bisschoppen. De kapel heeft architectuurhistorisch belang vanwege de plaats in het werk van de beeldhouwer/architect L.C. Hezenmans die onder meer verantwoordelijk was voor de uitvoering van de restauratie van de Sint Jan en vanwege de toegepaste neogotische vormentaal. De kapel heeft ensemblewaarden als onderdeel van een groter geheel met cultuurhistorische, architectuurhistorische en typologische samenhang."